# جامینی رای
جامینی رای (انگلیسی: Jamini Roy" هندی: जामिनी राय; ۱۱ آوریل ۱۸۸۷ – ۲۴ آوریل ۱۹۷۲) یک نقاش و هنرمند اهل هند بود. او یکی از معروف‌ترین شاگردان ابانیندرانت تاگور بود که اصالت کار هنری او و کمکش به ظهور هنر مدرن هند غیرقابل انکار است.

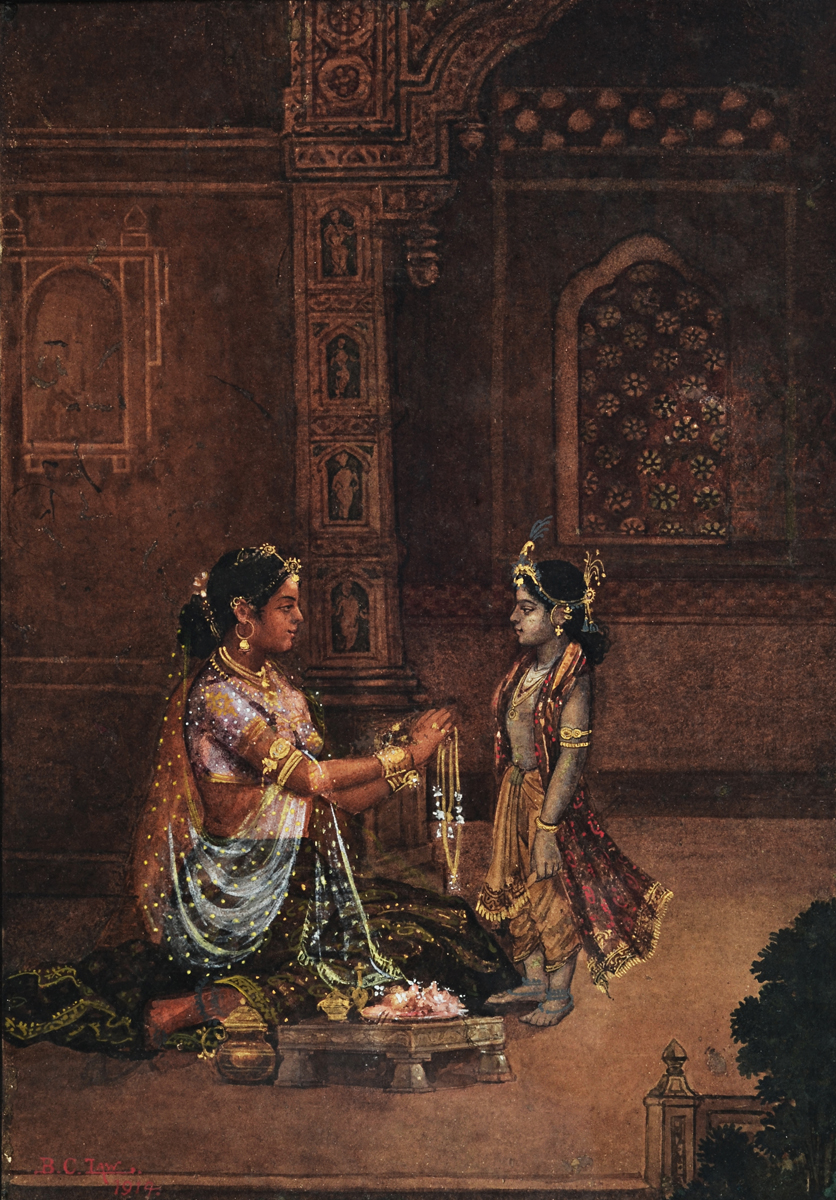
یاشودا و کریشنا اثر جامینی رای

رای سبک خود را از دانشگاهی غربی که آموزش دیده بود به یک سبک جدید ویژه بر اساس سنت عامیانه بنگالی تغییر داد.
او در سال ۱۹۵۵ به افتخار دریافت جایزه دولتی پادما بوشان نایل گردید.
در ۱۱ آوریل ۲۰۱۷ در بزرگداشت ۱۳۰مین سالگرد تولد او گوگل دودل در هند به تصویری از او اختصاص داده شد.